# デニス・ブーシェ
デニス・ブーシェ（Denis Boucher, 1968年3月7日 - ）は、カナダ連邦ケベック州モントリオール出身の元プロ野球選手（投手）。左投右打。
尚、ブーシェはフランス語読みであり、英語ではブーシャー。

## 経歴

### プロ入りとブルージェイズ時代
1987年にアマチュア・フリーエージェントでトロント・ブルージェイズとマイナー契約を結び、プロ入り。
1991年4月12日のミルウォーキー・ブルワーズ戦でメジャーデビューを果たした。

### インディアンス時代
1991年シーズン途中にクリーブランド・インディアンスへ移籍する。
1992年に退団した。

### エクスポズ時代
1993年はモントリオール・エクスポズでプレーした。
1994年5月21日の登板を最後にメジャーでの登板は無く、1996年までマイナーでプレーし、退団した。

### 独立リーグ時代
1997年は独立リーグのアディロンダック・ランバージャックスでプレーした。その後、引退した。

### 引退後
2004年にはアテネオリンピックの野球競技でカナダ代表の投手コーチを務めた。
2006年には同年から開催されたワールド・ベースボール・クラシック(WBC)のカナダ代表の投手コーチを務めた。
2008年には北京オリンピックの野球カナダ代表の投手コーチを務めた。
2009年には第2回WBCのカナダ代表の投手コーチを二大会連続で務めた。
2012年9月11日に第3回WBC予選のカナダ代表が発表され、投手コーチを務めることとなり、三大会連続で投手コーチを務めた。
2013年1月17日に第3回WBC本戦のカナダ代表が発表され、投手コーチを務めることとなった。3月9日のゲーム4のメキシコ戦ではWBC史上初の乱闘が起こった。この時、怒ったメキシコファンからブーシェにペットボトルが投げつけられるハプニングがあった。
2015年7月に2015年パンアメリカン競技大会の男子野球カナダ代表コーチを務めた。11月には第1回WBSCプレミア12のカナダ代表コーチを務めた。
2016年12月23日に第4回WBCのカナダ代表コーチを務めることが発表された。
2023年6月11日にカナダ野球殿堂入りを果たした。

## 選手としての特徴
カナダ人で、カナダのオンタリオ州トロントに本拠地を置くトロント・ブルージェイズ、かつてカナダのケベック州モントリオールに本拠地を置いていたモントリオール・エクスポズ(現在は、アメリカ合衆国のワシントンD.C.に本拠地を移転しワシントン・ナショナルズとして存在している)に在籍していた経験をもつ選手のうちの一人。(ブーシェの他には、ショーン・ヒル、ロブ・デューシー、マット・ステアーズがいる。)

## 詳細情報

### 年度別投手成績
| 年 度    | 球 団    | 登 板 | 先 発 | 完 投 | 完 封 | 無 四 球 | 勝 利 | 敗 戦 | セ 丨 ブ | ホ 丨 ル ド | 勝 率 | 打 者 | 投 球 回 | 被 安 打 | 被 本 塁 打 | 与 四 球 | 敬 遠 | 与 死 球 | 奪 三 振 | 暴 投 | ボ 丨 ク | 失 点 | 自 責 点 | 防 御 率 | W H I P |
| -------- | -------- | ----- | ----- | ----- | ----- | -------- | ----- | ----- | -------- | ----------- | ----- | ----- | -------- | -------- | ----------- | -------- | ----- | -------- | -------- | ----- | -------- | ----- | -------- | -------- | ------- |
| 1991     | TOR      | 7     | 7     | 0     | 0     | 0        | 0     | 3     | 0        | --          | .000  | 162   | 35.1     | 39       | 6           | 16       | 1     | 2        | 16       | 0     | 4        | 20    | 18       | 4.58     | 1.56    |
| 1991     | CLE      | 5     | 5     | 0     | 0     | 0        | 1     | 4     | 0        | --          | .200  | 108   | 22.2     | 35       | 6           | 8        | 0     | 0        | 13       | 1     | 0        | 21    | 21       | 8.34     | 1.90    |
| '91計    | CLE      | 12    | 12    | 0     | 0     | 0        | 1     | 7     | 0        | --          | .125  | 270   | 58.0     | 74       | 12          | 24       | 1     | 2        | 29       | 1     | 4        | 41    | 39       | 6.05     | 1.69    |
| 1992     | CLE      | 8     | 7     | 0     | 0     | 0        | 2     | 2     | 0        | --          | .500  | 184   | 41.0     | 48       | 9           | 20       | 0     | 1        | 17       | 1     | 0        | 29    | 29       | 6.37     | 1.66    |
| 1993     | MON      | 5     | 5     | 0     | 0     | 0        | 3     | 1     | 0        | --          | .750  | 111   | 28.1     | 24       | 1           | 3        | 1     | 0        | 14       | 0     | 2        | 7     | 6        | 1.91     | 0.95    |
| 1994     | MON      | 10    | 2     | 0     | 0     | 0        | 0     | 1     | 0        | --          | .000  | 84    | 18.2     | 24       | 6           | 7        | 0     | 0        | 17       | 1     | 0        | 16    | 14       | 6.75     | 1.66    |
| MLB：4年 | MLB：4年 | 35    | 26    | 0     | 0     | 0        | 6     | 11    | 0        | --          | .353  | 649   | 146.0    | 170      | 28          | 54       | 2     | 3        | 77       | 3     | 6        | 93    | 88       | 5.42     | 1.53    |

- 「-」は記録なし

### 背番号
- 35 (1991年 - 同年途中)
- 23 (1991年途中 - 同年途中)
- 49 (1991年途中 - 1992年途中)
- 37 (1992年途中 - 同年終了)
- 38 (1993年 - 1994年)

### 指導歴
- アテネオリンピック野球カナダ代表
- 2006 ワールド・ベースボール・クラシック・カナダ代表
- 北京オリンピック野球カナダ代表
- 2009 ワールド・ベースボール・クラシック・カナダ代表
- 2013 ワールド・ベースボール・クラシック・カナダ代表
- 2015年パンアメリカン競技大会男子野球カナダ代表
- 2015 WBSCプレミア12 カナダ代表
- 2017 ワールド・ベースボール・クラシック・カナダ代表